# Virslīga 2024
La Virslīga 2024, conosciuta anche come TonyBet Virslīga per questioni di sponsorizzazione, è stata la 33ª edizione della massima divisione del campionato lettone di calcio dall'indipendenza e la 50ª con questa denominazione. Il campionato è iniziato l'8 marzo 2024 e terminato il 9 novembre successivo.
La squadra campione in carica è il RFS Riga, che si è riconfermato campione nazionale per la terza volta nella sua storia.

## Stagione

### Novità
Dalla stagione precedente è stato retrocesso il Super Nova, ultimo classificato. Al suo posto, dalla 1. Līga è stato promosso il Grobiņa.

### Formula
Le 10 squadre partecipanti si affrontano in un doppio girone all'italiana, per un totale di 36 giornate. La prima classificata è campione di Lettonia e si qualifica per la UEFA Champions League 2025-2026, mentre seconda e terza classificata ottengono la qualificazione per la UEFA Conference League 2025-2026 insieme con la vincente della Latvijas kauss. L'ultima classificata è invece retrocessa in 1. Līga, mentre la nona gioca uno spareggio promozione/retrocessione per la permanenza in massima serie.

## Squadre partecipanti
| Club           | Città      | Stadio                   | Stagione precedente  |
| -------------- | ---------- | ------------------------ | -------------------- |
| Auda Ķekava    | Ķekava     | Audas stadions           | 3° in Virslīga       |
| BFC Daugavpils | Daugavpils | Celtnieks Stadions       | 7° in Virslīga       |
| Grobiņa        | Grobiņa    | Grobiņa Stadium          | 1° in 1. Līga        |
| Jelgava        | Jelgava    | Zemgale Olympic Center   | 6° in Virslīga       |
| Liepāja        | Liepāja    | Daugavas Stadions        | 5° in Virslīga       |
| Metta          | Riga       | Daugavas Stadions        | 9° in Virslīga       |
| RFS Riga       | Riga       | Stadions Arkādija        | Campione di Lettonia |
| Riga FC        | Riga       | Stadio Skonto            | 2° in Virslīga       |
| Tukums 2000    | Tukums     | Tukuma pilsētas stadions | 8° in Virslīga       |
| Valmiera       | Valmiera   | Jānis-Daliņš-Stadion     | 4° in Virslīga       |

## Classifica finale
|                     | Pos. | Squadra        | Pt | G  | V  | N | P  | GF  | GS | DR  |
| ------------------- | ---- | -------------- | -- | -- | -- | - | -- | --- | -- | --- |
| Lettonia (bandiera) | 1.   | RFS Riga       | 90 | 36 | 29 | 3 | 4  | 103 | 25 | +78 |
|                     | 2.   | Riga FC        | 87 | 36 | 27 | 6 | 3  | 99  | 23 | +76 |
|                     | 3.   | Auda Ķekava    | 60 | 36 | 18 | 6 | 12 | 63  | 34 | +29 |
|                     | 4.   | Valmiera (-9)  | 55 | 36 | 19 | 7 | 10 | 75  | 39 | +36 |
|                     | 5.   | BFC Daugavpils | 42 | 36 | 11 | 9 | 16 | 43  | 60 | -17 |
|                     | 6.   | Liepāja        | 39 | 36 | 10 | 9 | 17 | 37  | 56 | -19 |
|                     | 7.   | Metta          | 36 | 36 | 10 | 6 | 20 | 34  | 76 | -42 |
|                     | 8.   | Tukums 2000    | 35 | 36 | 9  | 8 | 19 | 38  | 81 | -43 |
|                     | 9.   | Grobiņa        | 29 | 36 | 8  | 5 | 23 | 34  | 78 | -44 |
|                     | 10.  | Jelgava        | 25 | 36 | 6  | 7 | 23 | 28  | 82 | -54 |

Legenda:
      Campione di Lettonia e ammessa alla UEFA Champions League 2025-2026
      Ammesse alla UEFA Europa Conference League 2025-2026
 Ammessa allo spareggio promozione-retrocessione
      Retrocessa in 1. Līga 2025
Note:
Tre punti a vittoria, uno a pareggio, zero a sconfitta.
La classifica viene stilata secondo i seguenti criteri:
- Punti conquistati
- Punti conquistati negli scontri diretti
- Differenza reti negli scontri diretti
- Partite vinte
- Differenza reti generale
- Reti totali realizzate
- Miglior rapporto goal (goal fatti/goal subiti)
- Fair-play ranking
- Spareggio

## Spareggio promozione/retrocessione
Allo spareggio partecipano il nono classificato in Virslīga, e il secondo classificato (escluse le squadre riserve) della 1. Līga.
|              | Risultati |              | Luogo e data              |
| ------------ | --------- | ------------ | ------------------------- |
| Grobiņa      | 2 - 3     | JDFS Alberts | Grobiņa, 20 novembre 2024 |
| JDFS Alberts | 0 - 2     | Grobiņa      | Riga, 23 novembre 2022    |
|              |           |              |                           |